# Телешть (Горж)
Телешть, Телешті (рум. Telești) — село у повіті Горж в Румунії. Входить до складу комуни Телешть.
Село розташоване на відстані 246 км на захід від Бухареста, 15 км на захід від Тиргу-Жіу, 94 км на північний захід від Крайови.

## Населення
За даними перепису населення 2002 року у селі проживали 1235 осіб, з них 1230 осіб (99,6%) румунів. Усі жителі села рідною мовою назвали румунську.